# Orsinome listeri
Orsinome listeri är en spindelart som beskrevs av Gravely 1921. Orsinome listeri ingår i släktet Orsinome och familjen käkspindlar. Inga underarter finns listade i Catalogue of Life.